# Бланк, Рувим Маркович
Рувим Маркович (Мордкович) Бланк (Rubin, Ruben, Reuben Blank; 23 июля 1868, Кишинёв, Бессарабская область — 3 апреля 1954, Нью-Йорк) — российский химик, экономист, публицист и редактор, общественный деятель. Доктор естественных наук.

## Биография
Рувим Маркович Бланк родился в Кишинёве в еврейской купеческой (2-й гильдии) семье. Отец, Мордко Абрамович Бланк (1837—?), вместе с мужем своей сестры были совладельцами банковской конторы Ефруси и Бланка в Кишинёве. Мать — Гитл Бланк (1839—?). Дед, Абрам Мотелевич Бланк (1816—?), был купцом третьей гильдии.
В 1884 году был арестован за участие в молодёжном революционном кружке, обвинён в гектографическом распространении нелегальной литературы и в следующем году выслан в Красный Яр Астраханской губернии сроком на 3 года. После ссылки возвратился в Кишинёв, в 1889 году поступил в Цюрихский университет. В 1893—1895 годах учился на химическом отделении Берлинского университета. Участвовал в работе «Фонда вольной русской прессы», был членом «Общества взаимопомощи», организованного русскими студентами в Берлине.
Степень доктора философии получил в Берлинском университете в 1895 году (за диссертацию о бензолмалиновой и метахлорбензолмалиновой кислотах и их стереохимических свойствах), с 1896 года совершенствовался в Парижском и Брюссельском университетах, затем вернулся в Германию. В 1896 году разработал новый, основанный на стереохимических свойствах малиновых кислот способ искусственного приготовления краски индиго (синтез индиго путём нагревания этиланилидомалоната с образованием индоксиловой кислоты, синтез Бланка); описал новый метод конденсации оксималоновых эфиров с синтезом этилентетракарбоксилата (путём воздействия карбоната калия на раствор эфирного бромомалоната, метод Бланка-Самсона, 1899).
До 1905 года жил во Франкфурте-на-Майне и Берлине, занимался еврейской общественной деятельностью под эгидой Hilfsverein der Deutschen Juden, организацией помощи жертвам Кишиневского погрома, входил в редколлегию информационного органа «Russische Korrespondenz», публиковал публицистические материалы экономического и социологического характера как на русском (журнал «Освобождение»), так и на немецком языках. С 1905 года был сотрудником редакции газеты «Наша Жизнь» в Санкт-Петербурге, с 1906 года — редактор этой газеты, затем — пришедшей ей на смену газеты «Товарищ». В 1909 году совместно с профессором М. М. Ковалевским основал политический, экономический, научный и литературный еженедельник «Запросы Жизни», был его редактором (1909—1912).
В начале 1910-х стал членом петербургской ложи «Большая медведица», входившей в Великий восток народов России. Затем член ложи «Человечество».
В конце ноября 1914 года покинул Санкт-Петербург, в годы Первой мировой войны был посланником Объединённого комитета еврейских политических организаций в Лондоне, Париже и Нью-Йорке. В мае 1917 года вернулся в Петроград, но после Октябрьской революции (11 марта 1918 года) вновь выехал в Лондон, затем во Францию, оттуда в Германию, где был активен в эмигрантских общественных организациях. Был членом Заграничного комитета Трудовой народно-социалистической партии, в 1919 году стал создателем Комитета помощи русским писателям и учёным во Франции (впоследствии его секретарь и казначей), в 1920 году избирался в Комитет Российского общества Лиги народов, в 1921 году в Берлине возглавил Русский общественный комитет по организации помощи голодающим в России, в 1922 году — Комитет помощи голодающему еврейскому населению России и Украины. 20 января 1923 года был избран председателем Берлинского Комитета Общества помощи политическим заключённым и ссыльным в России. В 1919—1924 годах — редактор еженедельника «Еврейская трибуна» («La Tribune Juive: revue hebdomadaire»: organe des juifs de Russie, вместе с М. Л. Гольдштейном).
В 1927 году из-за разногласий с С. П. Мельгуновым вышел из парижской группы Трудовой народно-социалистической партии. С 1927 года участвовал в деятельности Общества распространения ремесленного и земледельческого труда среди евреев (ОРТ) в Париже, был членом ревизионной комиссии Политического Красного Креста и инициативной группы Кружка русско-еврейской интеллигенции в Париже. Сотрудничал в газетах «Последние новости» и «Дни».
Автор книг на русском, французском и немецком языках — «Роль еврейского населения в экономической жизни России» (СПб, 1908), «Иуда Искариот в свете истории: Очерк результатов критического исследования исторического содержания Евангелий» (Берлин: Ватага, 1923), «Лига Наций. Её организация, её конституция, её значение для международного мира» (Берлин: Международное издательство, 1924), «Америка: Природа, население, государственное устройство, культура» (Париж: Международное издательство, 1928), «Александр Исаевич Браудо, 1864—1924» (с Л. М. Брамсоном и С. В. Познером, Париж: Издание Кружка русско-еврейской интеллигенции, 1937), «Adolf Hitler: Ses aspirations, sa politique, sa propagande et les „Protocoles des Sages de Sion“» (с предисловием П. Н. Милюкова, Париж: L. Beresniak, 1938) и других.
После начала Второй мировой войны жил в США. Член Союза русских евреев в США. С 1953 года тяжело болел. Кремирован.

## Книги
- Роль еврейского населения в экономической жизни России. СПб: Вестник Европы (Типография Первой Санкт-Петербургской трудовой артели), 1908. — 64 с.
- Иуда Искариот в свете истории: Очерк результатов критического исследования исторического содержания Евангелий. Типография Куммер и К°. Берлин: Ватага, 1923.
- Лига Наций. Её организация, её конституция, её значение для международного мира. Берлин: Международное издательство, 1924.
- Америка: Природа, население, государственное устройство, культура. Париж: Международное издательство, 1928.
- Александр Исаевич Браудо, 1864—1924: очерки и воспоминания (с Л. М. Брамсоном и С. В. Познером). Париж: Издание Кружка русско-еврейской интеллигенции, 1937.
- Adolf Hitler: Ses aspirations, sa politique, sa propagande et les «Protocoles des Sages de Sion» (с предисловием П. Н. Милюкова). Париж: L. Beresniak, 1938. — 221 с.

## Семья
- Сестра — историк Хава Мордковна Бланк (Хова Мордховна, Ева Марковна; 1870—?) — была замужем за двоюродным братом, публицистом Борисом Осиповичем (Бенционом Иосифовичем) Эфруси.
- Двоюродные сёстры и брат (со стороны отца) — доктор философских наук Полина Осиповна Эфрусси, доктор медицинских наук Зинаида Осиповна Мичник и писатель Юлий (Йойл) Аронович Клигман, в советское время публиковавшийся под псевдонимом Юрий Калугин.